# 丛生树萝卜
丛生树萝卜（学名：Agapetes spissa）为杜鹃花科树萝卜属下的一个种。